# Paul Meffert
Paul Heinrich Meffert (* 13. August 1880 in Würselen; † 6. März 1965 in Berlin) war ein deutscher Schauspieler und Theaterregisseur.

## Leben und Wirken
Paul Meffert kam als Sohn des Kaufmanns Julius Meffert und seiner Frau Emilie, geb. Steinbecker, im Würselener Ortsteil Grevenberg zur Welt. In der Saison 1901/02 begann er in Lüneburg, Theater zu spielen. Er spielte fortan sowohl in der Provinz (zum Beispiel in Königsberg, Sigmaringen, Hannover und Landsberg an der Warthe, wo er in der Spielzeit 1910/11 auch als künstlerischer Leiter und Oberregisseur arbeiten durfte) als auch in Berlin, wohin er erstmals 1905 gekommen war. In der Reichshauptstadt, wo er sich in der Spielzeit 1911/12 mit einer eigenen kleinen Schauspieltruppe, der Härting-Meffertschen Schauspiel-Gesellschaft, niedergelassen hatte, war Meffert seitdem sowohl als Schauspieler als auch als Regisseur tätig.
1912 kam der Film auf ihn zu. Noch vor dem Ersten Weltkrieg war er in mehreren Inszenierungen Urban Gads der Partner Asta Nielsens (Das Mädchen ohne Vaterland, Der Tod in Sevilla, S 1). Nach der kriegsbedingten Unterbrechung nahm Meffert 1918 die Filmarbeit wieder auf. Nach seiner Mitwirkung in zwei Sensationsfilmen Harry Piels verschwand er Mitte der 1920er Jahre aus dem Blickfeld der Öffentlichkeit. Auch als Theaterschaffender ist er nicht mehr nachzuweisen.
Paul Meffert war ab 1919 mit Anna Härting verheiratet. Er starb 1965 in Berlin-Zehlendorf.

## Filmografie
- 1912: Das Mädchen ohne Vaterland
- 1913: Der Tod in Sevilla
- 1913: Turi, der Wanderlappe
- 1913: Der Steckbrief
- 1913: S 1
- 1913: Die schwarze Kugel
- 1918: Doktor Palmore. Der schleichende Tod
- 1918: Frühlingsstürme im Herbste des Lebens
- 1919: Unschuldige Sünderin
- 1919: Die Geächteten
- 1920: Die Tragödie eines Großen
- 1921: In den Krallen der Sünde (auch Drehbuchmitarbeit)
- 1922: Der Höllenreiter
- 1923: Menschen und Masken, zwei Teile
- 1924: Auf gefährlichen Spuren

## Belege
1. ↑  Landesarchiv Berlin, Heiratsregister Standesamt Berlin-Wilmersdorf, Nr. 578/1919 (online auf Ancestry, kostenpflichtig).
2. ↑  Landesarchiv Berlin, Sterberegister Standesamt Zehlendorf von Berlin, Nr. 703/1965 (vgl. Namensverzeichnis zum Sterberegister 1965; PDF; 265 MB).

| Personendaten    | Personendaten                                               |
| ---------------- | ----------------------------------------------------------- |
| NAME             | Meffert, Paul                                               |
| ALTERNATIVNAMEN  | Meffert, Paul Heinrich (vollständiger Name)                 |
| KURZBESCHREIBUNG | deutscher Schauspieler und Theaterregisseur                 |
| GEBURTSDATUM     | 13. August 1880                                             |
| GEBURTSORT       | Würselen, Rheinprovinz, Königreich Preußen, Deutsches Reich |
| STERBEDATUM      | 6. März 1965                                                |
| STERBEORT        | Berlin (West)                                               |